# Dassareti

Epiro e dintorni nell'antichità.

I Dassareti, o Dessaroi, (in greco antico: Δασσαρέται? o Δεξάροι) furono una tribù illirica dell'Epiro stanziata fra il monte Amyron (Tomorr) e il lago Lychnitis (Ohrid) sul confine con l'Illiria. Erano una sottotribù nordica dei Caoni. Strabone, citando Teopompo, delle quattordici tribù epirote, che parlavano con un forte accento greco (una delle quali era quella dei Dessareti). Nel VI secolo a.C., il geografo Ecateo di Mileto descrisse i Dessareti, come la più nordica tribù della Caonia, popolo di lingua greca che risiede vicino alla tribù illirica degli Enchili. Le loro città erano Pellion, Antipatrea, Crisondio, Gertus (o Gerous) e Creonion.
Una tribù illirica dal nome uguale o simile si trovava più a nord tra la Dardania e la terra degli Ardiei, che è spesso confusa con quella dei  Dassareti del gruppo di Caonia. Ciò è confermato dal fatto che Illirio, secondo Appiano di Alessandria, aveva una figlia, Dassaro, dalla quale nacque la tribù illirica dei Dassareti.